# Религиозно право
Религиозното право е една от формите, по-скоро историческа, на исторически обособилите се правни системи. Източник на правото е религията и по-точно религиозната доктрина, свещени текстове, предписания, религиозни традиции и обичаи и т.н.
Примерно на юдейското право източници на правото са Тора, Танах, впоследствие Мишна, Талмуд. При исляма източник на правото на шариата е Корана, Суна, Иджма и Кияс.
Характерна особеност на религиозното право е, че то има персонален, а не териториален характер на компетентност, т.е. правилата на религиозното право се прилагат само за представителите на дадената религиозна общност, като иноверците са изключени от обсега на религиозните норми на даденото вероизповедание.
Сред най-развитите религиозно-правни системи са еврейското право, индуското право, каноническото право, църковното право, ислямското право – шариата.

## Допълнително четиво
- Право и религия